# Ville libre d'Empire de Besançon
1290–1654
Entités précédentes :
- Principauté épiscopale de Besançon

Entités suivantes :
- Ville libre de Besançon

La ville libre d'Empire de Besançon était une ville autonome faisant partie du Saint-Empire romain germanique.
De 1290 à 1654, la ville de Besançon était une ville impériale libre (Freie Reichsstadt) comme le montrent, encore aujourd'hui, ses armoiries et est appelée Bisanz. La ville a d'abord été séparée de la gouvernance du comté de Bourgogne en 1043 en tant que principauté épiscopale, ce qui faisait d'elle, un état ecclésiastique dans le Saint Empire romain. La ville était gouvernée par le Prince-Archevêché de Besançon, bien que plus tard (1290) la majeure partie de son pouvoir ait été dévolu à un conseil au sein de la ville. La ville impériale libre ne représentait que la ville de Besançon en Comté de Bourgogne (actuelle Franche-Comté). Elle était donc dépendante de ceux qui contrôlaient l'accès à travers les terres environnantes, d'abord par les ducs-comtes de Bourgogne, puis par leurs héritiers Habsbourg. Enfin, elle perd son statut impérial en 1654 au profit de la Couronne d'Espagne de la Maison de Habsbourg, mais reste une ville libre jusqu'à l'annexion française en 1678.

## Histoire

### Obtention de l'indépendance

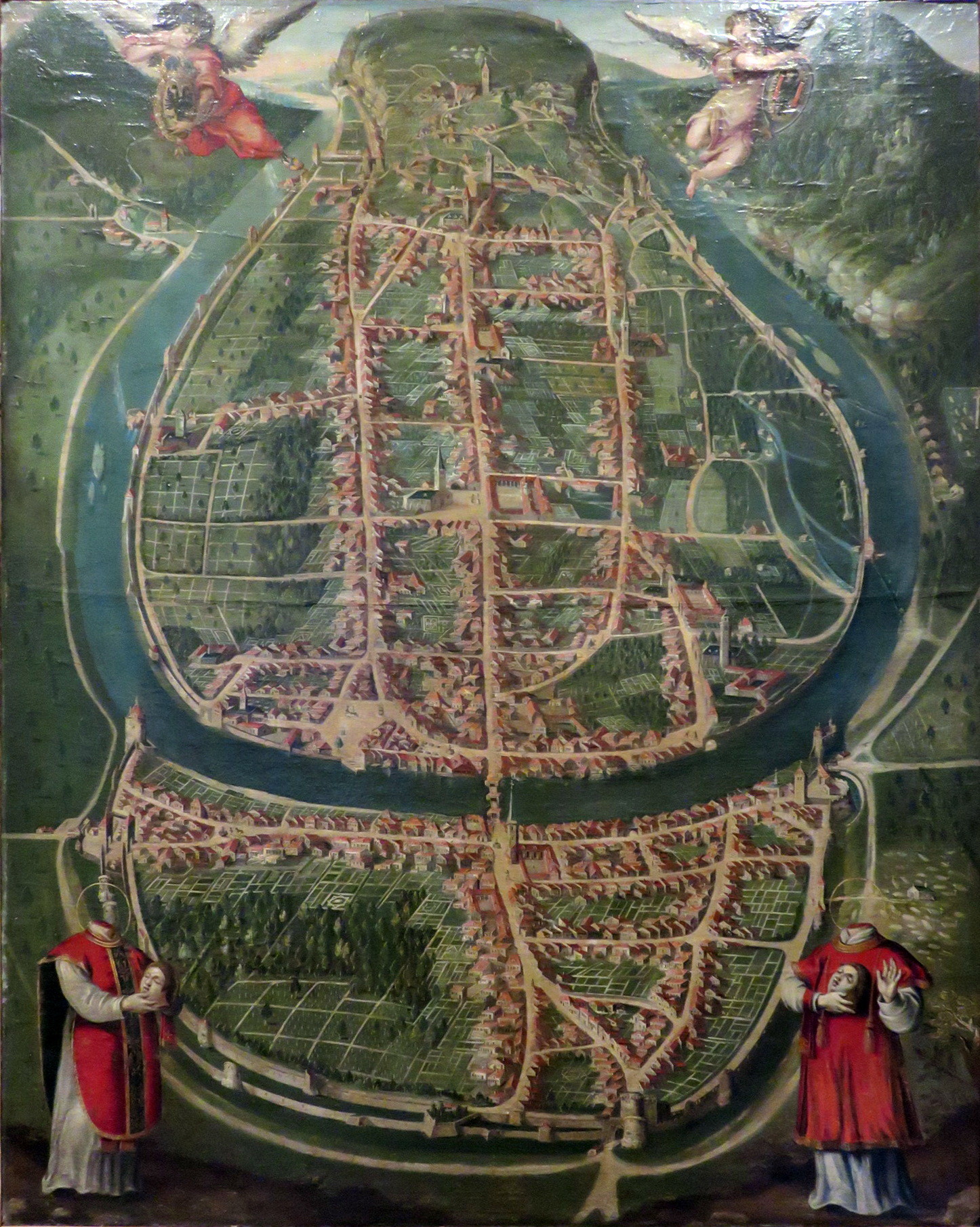
Besançon au Moyen Âge

Besançon est devenue une possession du Saint-Empire romain germanique en 1034, à la suite de la Succession de Bourgogne, tout comme le reste du Comté de Bourgogne (surnommée et actuelle Franche-Comté).
Dès le IVe siècle, la ville abrite le siège de l'Archidiocèse de Besançon. En 1043, la cité devient la Principauté épiscopale de Besançon, acquérant une autonomie de ville libre impériale sous l'autorité de l'empereur romain germanique. L'archevêque de Besançon est élevé au rang de prince du Saint-Empire romain germanique  en 1288[réf. nécessaire]. Des évêques précédents, tels que Hugues Ier de Salins, avaient déjà bénéficié du titre de princes de l'Empire. Encore aujourd'hui ces liens étroits avec l'Empire se reflètent aisément dans les armoiries de la ville.
En 1290, Besançon obtient son indépendance vis-à-vis de L’archidiocèse. Elle l'obtient après avoir subi deux sièges, imposés par les troupes impériales de Rodolphe Ier de Habsbourg contre celles du comte palatin Othon IV de Bourgogne. Faute de ravitaillement, ni l’empereur incapable de prendre la ville, ni le comte ne souhaitent l’affrontement et négocient à Bellevaux, sur les bords de l’Ognon. Rodolphe obtient la soumission d’Othon IV, charge son beau-frère Jean de Chalon-Arlay (de la nouvelle branche cadette des comtes de Bourgogne favorable à l’empereur, alors qu’Othon IV se rapproche de la France) de négocier avec les Bisontins : Jean de Chalon-Arlay, au nom de l’empereur, reconnaît la commune, mais impose son gardiennage. Le 3 juin 1290, la commune est enfin officialisée, mais soumise à un nouveau maître, ce qui n’exclut pas de nouveaux conflits avec l’archevêque non déchu de ses pouvoirs.
C'est donc après un siècle de lutte contre le pouvoir des archevêques, que l'Empire reconnaît l'indépendance de Besançon. Tout en restant soumise à l'empereur, Besançon se gouverne par elle-même, grâce à un conseil de vingt-huit notables élus au suffrage universel masculin à plusieurs degrés et à un conseil de quatorze gouverneurs désignés par les notables.
En août 1336, le duc-comte de Bourgogne Eudes IV de Bourgogne assiège Besançon après une dispute avec la noblesse et le clergé de Franche-Comté. Le duc envoie 9 000 soldats qui s'installent à Saint-Ferjeux, et engage une bataille près de Planoise. Après des pourparlers avec l'archevêque et malgré quelques résistances, le conflit s'interrompt localement.
La ville se trouve embourbée dans un certain nombre de différends avec son archevêque et demande l'aide d'un certain nombre de protecteurs extérieurs, ou capitaines, tel Philippe le Bon. Au XVe siècle, Besançon sera placée sous la protection des ducs de Bourgogne, bien qu'elle n'ait jamais reconnu leur souveraineté.

### Contrôle des Habsbourg

Terres faisant partie du Cercle de Bourgogne au XVIe siècle. Elles correspondent en grandes parties aux territoires des États bourguignons détenus par les Habsbourg dans l’ouest du Saint-Empire

Après le mariage de Marie de Bourgogne avec Maximilien Ier, empereur romain germanique en 1477, le Comté de Bourgogne se destine à rejoindre Besançon dans les possessions des Habsbourg. En 1519, Charles Quint, roi d'Espagne et héritier des États bourguignons, est devenu le Saint Empereur Romain. Cela fait de lui le maître de la Franche-Comté (dont il a hérité en 1506) et de Besançon, alors ville germanique francophone tout comme le reste de la Comté. La cité impériale traitait les Habsbourg comme leurs protecteurs de la même manière qu'ils avaient traité les ducs de Bourgogne.
En 1512, la Ville libre d'Empire de Besançon est comprise dans le Cercle impérial de Bourgogne.
Les années qui suivent et sous le règne de Charles Quint, sont considérées comme un âge d'or pour la ville et la Franche-Comté.
En 1532, l'empereur nomme Nicolas Perrenot de Granvelle (natif d’Ornans) en tant que Garde des Sceaux. Besançon, qui avait toujours cherché un souverain lointain pour qu’il ne s’immisce pas trop dans les affaires locales, se retrouve au cœur de l’empire[réf. nécessaire]. C'est d'ailleurs pour cette raison, ainsi qu'affirmer son autorité et détenir un domaine qui sied à son rang, que Nicolas de Granvelle fait construire entre 1534 et 1547 un palais au centre de Besançon (Palais Granvelle).
Son fils Antoine Perrenot de Granvelle, nait en 1517 à Besançon. Il succède à son père en 1550, auprès de Charles Quint. À la mort de l'empereur, il maintient ses fonctions auprès du roi Philippe II (roi d'Espagne), notamment en tant que premier ministre des Pays-Bas espagnols (Comté comprise) et vice-roi de Naples. En tant que Cardinal, il obtient des titres cléricaux dans ces mêmes provinces, tels que le titre d'évêque d'Arras ou Archevêque de Malines et vers la fin de sa vie, occupe les fonctions cléricales liées à sa terre natale, Archevêque de Besançon. Il meurt en 1586 et est inhumé avec son père, dans le caveau familial, dans l’église des Carmes de Besançon.
En 1534, la ville obtient le droit de frapper des pièces, qu'elle continue de frapper jusqu'en 1673. Néanmoins, toutes les pièces portent le nom de Charles Quint[réf. nécessaire].
Lorsque Charles Quint abdique en 1555, il cède les Pays-Bas et les Espagnes à son fils, Philippe II. La Franche-Comté les rejoindra peu de temps avant la mort de l'empereur en 1558. Cependant Besançon reste une ville impériale libre (et donc un fief de Ferdinand Ier et ses successeurs), mais se retrouve en même-temps sous la protection du roi d'Espagne.[pas clair]

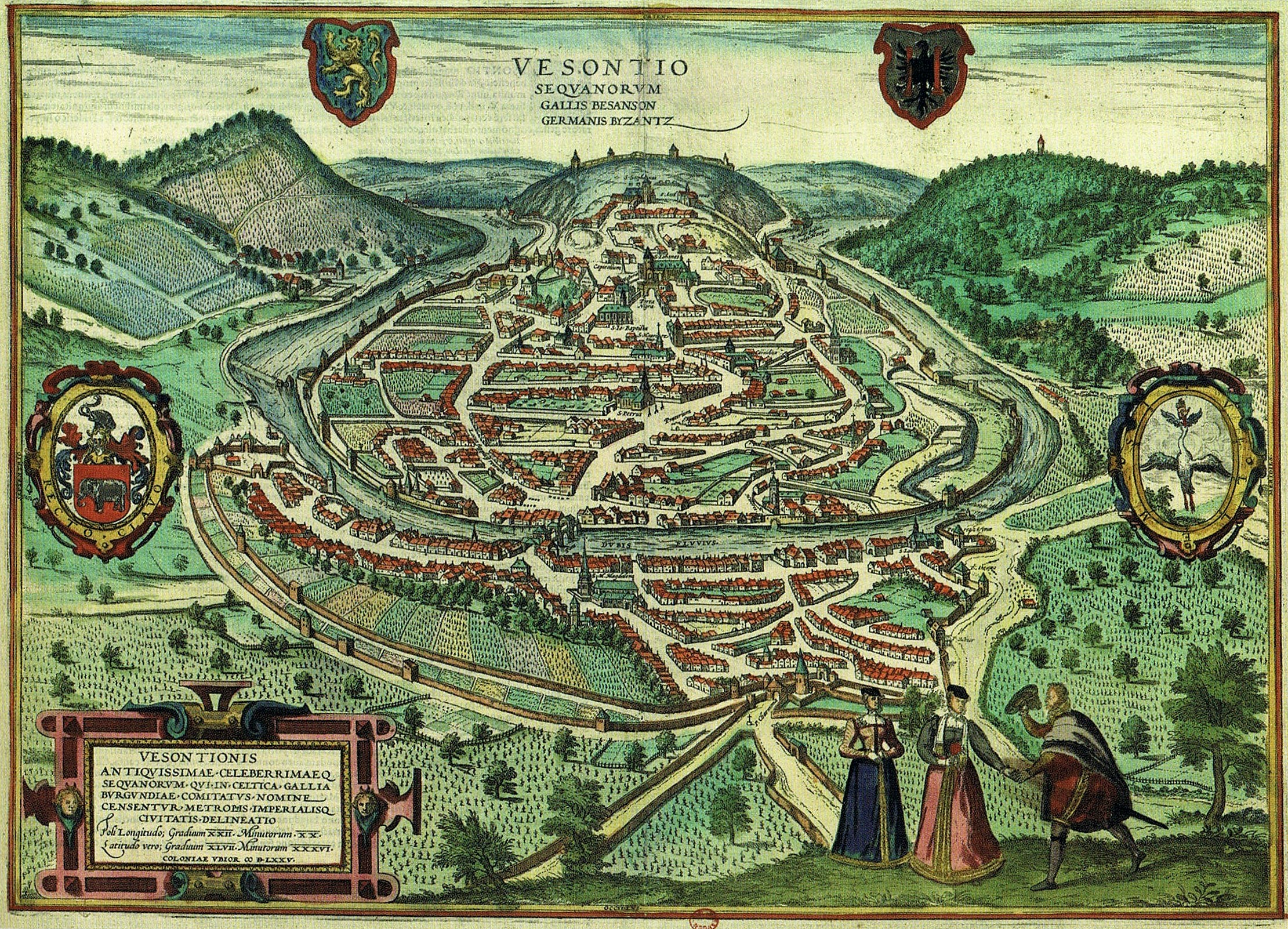
Vue cavalière de Besançon peinte par Pierre d'Argent en 1575.

En 1575, après la mort de Charles IX de France, les huguenots tentèrent de capturer Besançon afin d'en faire un bastion, ce qui signifiait que la ville devait accepter une garnison espagnole pour la protection - un déclin important de son statut d'indépendance.
En 1598, Philippe II lègue la province comtoise ainsi que le statut de « protecteur de Besançon » à sa fille Isabelle-Claire-Eugénie d'Autriche lors de son mariage avec l'archiduc Albert d'Autriche (1559-1621).
En 1631, le frère du roi de France, Gaston d’Orléans, comploteur contre Louis XIII et plus particulièrement contre le cardinal Richelieu, est reçu avec faste par les Bisontins. Ces réceptions auront lieu pendant quatorze jours au printemps et six jours en été. Ces deux accueils trop chaleureux serviront de prétexte à Richelieu pour dénoncer le traité de neutralité de la Franche-Comté en vigueur depuis plus d’un siècle et envisager l’invasion de la Comté (Besançon comprise)[réf. nécessaire].
La ville reste officiellement terre d'Empire jusqu'à sa cession de l'Autriche à l'Espagne, comprise avec la Franche-Comté, lors de la paix de Westphalie en 1648. La ville perd son statut de ville libre en 1651 en réparation d'autres pertes que les Espagnols avaient subies pendant la guerre de Trente Ans. Après une certaine résistance, ce changement de statut fut finalement admis par les Bisontins en 1654, la ville de Besançon gardant un haut degré d'autonomie interne.

### La ville espagnole et ses litiges avec la France
C'est donc en 1654, que Besançon est placée (plus ou moins) directement sous l'autorité de la couronne d'Espagne. Ceci résulte de la diète de Ratisbonne qui implique que le  Saint Empire romain germanique cède Besançon en échange de la petite bourgade de Frankenthal (Palatinat), possession espagnole depuis 1621.
En 1667, Louis XIV revendique la Franche-Comté à la suite de son mariage avec Marie-Thérèse d'Espagne. Dans le cadre de la guerre de dévolution, les troupes françaises arrivent dans la Comté en 1668. Besançon essaye vainement de faire valoir qu'elle reste neutre en tant que ville impériale libre du Saint-Empire romain germanique, ce que le commandant français le prince de Condé repousse, considérant ceci comme étant archaïque. Les Français acceptent des conditions de remise très généreuses avec les autorités de la ville, notamment le transfert de l'université de Dole, en son sein, cette dernière alors récalcitrante. Il y avait également des rumeurs selon lesquelles le Parlement régional pourrait être lui-aussi transféré de Dole. La Ville a aussi stipulé qu'il devrait leur rester la relique d'un fragment du drap sacré et que les protestants ne devraient pas avoir la liberté de conscience de la même manière qu'ils l'avaient alors dans le reste de la France.
Pendant que la ville était aux mains des Français, l'ingénieur et architecte militaire Vauban l'a visité et a élaboré des plans pour sa fortification. Finalement, le traité d'Aix-la-Chapelle rendra la cité à l'Espagne.
Les Espagnols (alors sous le règne de Charles II) débutent la construction du point principal et central des défenses de la ville, « la Citadela » (qui deviendra la Citadelle de Besançon), en l'implantant sur le Mont Saint-Étienne, qui ferme le col du coude de la rivière qui entoure la vieille ville. La construction de ces fortifications reprendra largement les premiers plans élaborés par Vauban. Tout comme la frappe de la monnaie (toujours au nom de Charles Quint), l’édification de cette première citadelle s’interrompt en 1673[réf. nécessaire].
À partir de cette époque, un parti pro-français se développe parmi les habitants de la ville[réf. nécessaire].

### L'annexion française
La ville connait les derniers instants de son autonomie à la suite de la guerre franco-hollandaise qui a débuté en 1672. Les Habsbourg prirent le parti des Hollandais et perdirent ainsi le contrôle de la Franche-Comté et de Besançon. Après un siège de la ville, les troupes françaises finissent par l'occuper en 1674, tout en acceptant que Besançon puisse conserver ses privilèges.
En 1676, les autorités françaises mettent fin à la magistrature et à la forme démocratique du gouvernement de Besançon. Une cour baillarde est instaurée à sa place. Dans le cadre de l'accord, la ville devient le centre administratif de la Franche-Comté, le Parlement de Besançon administrant la région, remplace alors le Parlement de Dole . Le contrôle français est affirmé en 1678 par le traité de Nimègue, en même temps que le Comté de Bourgogne. Ce dernier s’appellera désormais Franche-Comté (de Bourgogne) avec Besançon comme capitale.

## Les institutions
Besançon avait un gouvernement composé de vingt-huit conseillers élus chaque année par les sept paroisses. Ceux-ci, à leur tour, choisissaient quatorze gouverneurs, qui s'occupaient des affaires courantes. Les affaires principales étaient gérées par des conseillers et des gouverneurs réunis. Il était également prévu une assemblée générale des citoyens dans les cas très importants.
Les protecteurs, ducs-comtes de Bourgogne puis Habsbourg, avaient le droit de nommer un président pour les gouverneurs et le commandant des soldats qui gardaient les remparts. Ceux-ci n'ont jamais été reconnus comme souverains, puisque que Besançon a toujours revendiquée être une ville libre. Le titre de seigneur, ou de dame de la ville, est encore transmis à la maison d'Orange-Nassau, héritière des biens des Chalon-Arlay-Orange.

## Démographie

### Moyen-Âge
À la fin de l'année 1289, et donc au début de son existence, la ville libre était peuplée d'environ 12 000 habitants. Des listes de contribuables datant des années 1290-1304 ont permis d'estimer qu'en 1320 la population bisontine avoisinait les 10 000 habitants pour 1 500 foyers. Un nombre honorable, qui faisait de la ville le seul centre urbain important de la région. On estime que pour cette même période, la population cléricale (au sens large) était constituée de 360 à un demi-millier d'individus,.

### Époque moderne
La ville compte de 8 000 à 9 000 habitants en 1518, population qui serait passée à 11-12 000 habitants en 1608[réf. nécessaire].

## Économie

### Moyen-Âge
Les trois bannières de Battant (rive droite) abritent le plus fort peuplement, principalement occupé au travail de la vigne. Les activités agricoles (culture et viticulture), l’artisanat et le commerce se développent ; protégée par des remparts, la ville devient un centre de fabrication textile et d’échanges régionaux avec foires et marchés. Si la place des activités textiles ou financières demeure modeste par rapport aux villes italiennes, flamandes ou champenoises, les toiles de lin bisontines se vendent en Champagne, en Bourgogne et en Bavière; la présence de banquiers italiens confirme un certain volume de transactions financières.

### Époque moderne
Tout comme le reste de la Comté, la cité de Besançon va prospérer tout du long du XVIe siècle. Cela s'explique en partie sur la mainmise des souverains Habsbourg, mais aussi par la proximité de notables Comtois et Bisontins avec leurs suzerains.
En 1534, sur l’instigation de Nicolas Perrenot de Granvelle et pour que les Bisontins ne se cherchent pas d’autres protecteurs, Charles Quint accorde à la commune le droit de frapper monnaie d’or et d’argent à son effigie. L’atelier monétaire est installé à côté de l’Hôtel de ville. Les premières pièces d’argent sortent en 1537 et celles d’or en 1541[réf. nécessaire].
L'économie de la ville est profondément rurale, notamment par la présence des vignerons à Battant qui représentaient la moitié voire les trois quarts de la population et faisaient donc de la viticulture l'activité principale de la ville (voir cabordes de Besançon)[réf. nécessaire].

## Personnalités liées
- Hugues Babet (1474-1556): philosophe, poète, philologue et helléniste, né à Saint-Hyppolyte et mort à Louvain. En 1552, il publie sa Description de Besançon, le premier livre qui traite de l'histoire de Besançon.
- Jean-Jacques Boissard (1528-1602): poète latin, né à Saint-Hippolyte. Passe ses jeunes années à Besançon. Après des études infructueuses à Louvain (Belgique), il effectue des voyages à travers l'Europe, dont en Allemagne et en Grèce, ainsi qu'en Italie d'où il constitue une collection d'antiquités provenant de Rome et ses environs. Il écrit également un grand nombre de poèmes en langue latine (comme Habitus variarum gentium, Emblemata latina, Theatrum vitæ humanae, Topographia urbis Romae et De Divinatione et magicis praestigiis...) puis décide de se retirer définitivement en France, dans la ville de Metz, jusqu'à sa mort en 1602.
- Nicole Bonvalot, (1490-1570) Née et morte à Besançon. Noble franc-comtoise du comté de Bourgogne, femme de Nicolas Perrenot de Granvelle.
- Jean-Baptiste Chassignet, né en 1571 à Besançon et mort en 1635 à Gray, poète baroque de langue française.
- Gilbert Cousin, humaniste et théologien, mort à Besançon en 1572, dans la prison de l’archevêché.
- Jean Lalemandet (1595-1647) : religieux minime, provincial pour la Haute-Allemagne, la Bohème et la Moravie, théologien.
- Jean Mairet : poète dramatique, né à Besançon. Il fait ses études au collège des Grassins à Paris et écrit à l'âge de seize ans sa première pièce, Chryséide et Arimand. Puis, en 1634, il produit son chef-d’œuvre, Sophonisbe, où il introduit la règle des trois unités, dont il se fait le défenseur à la suite d’une lecture fautive de la Poétique d’Aristote. En 1648, il est nommé représentant de sa Franche-Comté natale et négocie plusieurs traités, parmi lesquels un « traité de neutralité entre la Franche-Comté et les territoires français de son voisinage », ratifié le 25 septembre 1651 par Louis XIV. Banni de Paris en 1653 par le cardinal Mazarin pour avoir « tenu des discours contraires au service du Roy », il finit par se retirer à Besançon en 1668 où il meurt en 1686.
- Nicolas Perrenot de Granvelle (XVIe) : chancelier, Garde des Sceaux et premier conseiller de l'empereur germanique Charles Quint.
- Antoine Perrenot de Granvelle (XVIe), né à Besançon en 1517 et fils du précédent : cardinal de Granvelle, ministre, vice-roi de Naples, diplomate, conseiller d'État de l'empereur germanique Charles Quint puis de son fils le roi Philippe II d'Espagne.
- Charles Perrenot de Granvelle (1531-1567) est un prêtre de l'Église catholique romaine et abbé commendataire de l'abbaye Notre-Dame de Faverney. Chanoine, archidiacre de l'église métropolitaine de Besançon.
- Thomas Perrenot de Granvelle, (1521-1571) Né à Besançon, fut diplomate à Londres, Paris et Vienne, au service de Charles Quint et Philippe II.
- Guillaume de Poupet (1506-1581) Chanoine puis archidiacre de Besançon en 1526
- Prosper-Ambroise de Precipiano, militaire et ingénieur, né vers 1625 à Besançon et décédé le 4 mai 1707 à Bruxelles.
- François Richardot (1507-1574) théologien et chanoine de Besançon en 1546, enseigne la théologie au collège Granvelle de Besançon
- Liste des évêques et archevêques de Besançon.